# Neersen (Bad Pyrmont)
Neersen ist ein Ortsteil der Kurstadt Bad Pyrmont im niedersächsischen Landkreis Hameln-Pyrmont.

## Geografie und Verkehrsanbindung
Der Ort erstreckt sich im südöstlichen Teil des Stadtgebietes von Bad Pyrmont an der Kreisstraße K 34. Östlich verlaufen die K 40 und die Landesstraße L 428, die L 426 verläuft westlich. Südwestlich verläuft die Landesgrenze zu Nordrhein-Westfalen.

## Eingemeindungen
Am 1. Januar 1973 wurde die bis dahin selbständige Gemeinde Neersen eingegliedert.